# Dubljani
Dubljani je naseljeno mjesto u gradu Trebinju, Republika Srpska, BiH.

## Zemljopis
Selo Dubljani smješteno je na sjeveroistočnome obodu Popova polja. Sa sjeverne ga strane zatvara visoki brdski vapnenački masiv (u kojemu je najviši vrh Kičin, 980 m), a s juga rijeka Trebišnjica. Selo je na gotovo idealnome položaju: zaštićeno je od sjevernih vjetrova, zbog svojega je prisojnoga položaja izloženo suncu tijekom čitave godine, a šljunkovita tla idealna su za vinogradarstvo. K tome je okružje sela, zahvaljujući siparima, pogodno za ispašu.

## Povijest
Selo se prvi put spominje 1422. godine. 
Ožujka te godine Stipko Gerljutović iz Dubljana (Stipchus Gerglutouich de Dubglane) obvezao se na višegodišnju službu kod dubrovačkog suknara Petra Pantele.
Nakon pada pod osmansku vlast, islamizacija nikad nije zaživjela u ovome selu. Tu su i dalje ostali Hrvati katolici, te mali broj Srba pravoslavaca. 
Godine 1629. posjetio je Donju Hercegovinu biskup fra Dominik Andrijašević. Tada je bila sva Donja Hercegovina katolička, gusto načičkana župama i crkvama. Prigodom posjeta Donjoj Hercegovini, zabilježio je župe u Popovu polju i među njima župu Dračevo i Dubljane u kojoj su 2 crkve i 60 katoličkih obitelji.
Godine 1867. je pod vlašću Austro-Ugarske, 1918.godine pod vladavinom SHS, a 1941. godine spada u NDH za koje je kao i u vrijeme SFR Jugoslavije opljačkano i srušeno do temelja. Selo je također oštećeno i u Domovinskom ratu 1991. – 1995. godine. 1995. godine Daytonskim sporazumom Dubljani spadaju u Republiku Srpsku.

### Drugi svjetski rat
Rujan 1941. godine Dubljani su dočekali s 345 Hrvata u 50 domaćinstava. Procjene samih Dubljanaca su da je rujna 1941. ovdje živjelo 430 Hrvata. Četnici su ih oružano prognali, a pri tome mučki ubili nekoliko mjesnih Hrvata. Prognani Dubljani prvo su prognani u susjedno mjesto Ravno, pa onda uglavnom u okolicu Dubrovnika. Dubljanskim Hrvatima četnici su opljačkali i spalili kuće. Velikosrpska narav buduće nove Jugoslavije pokazala je svoje lice pred kraj rata, 13. svibnja 1945. godine. Šestorica uglednih Hrvata iz Dubljana i jedan iz Prhinja javno su obješeni, radi zastrašivanja ovdašnjih Hrvata da da se ne pokušavaju vratiti. Drugi svjetski rat je prema istraživanju Stanislava Vukorepa, uzeo živote 50 Hrvata iz Dubljana. Prvi poslijeratni popis stanovništva u Jugoslaviji pokazao je razmjere etničkog čišćenja. Od 326 katoličkih Hrvata prema popisu vjeroispovijesti iz 1937., 1948. je u Dubljanima bilo samo 80 stanovnika, od kojih se samo jedan izjasnio kao Hrvat. 1953. popisom su popisana samo 72 stanovnika, 1961. 69 stanovnika, 1971. 86 stanovnika, 1981. 31 stanovnika (od čega 29 Srba i 2 Jugoslavena) te 1991. na popisu je popisano 29 stanovnika (28 Srba i 1 Hrvat).

### Nova Jugoslavija
Lažna ravnopravnost u novoj Jugoslaviji pokazale su se 1946. i 1947. godine. Titova Jugoslavija nije štitila Hrvate. Cilj joj je bio da ne bude Hrvata, ponaosob u istočnoj Hercegovini. Prognani ovdašnji Hrvati ponadali su se da će se moći vratiti na svoja u ratu spaljena i opljačkana imanja. Pošli su obnoviti svoje spaljene domove, ali već početak 1948. donosi "nepoznate počinitelje" koji su još više porušili i opljačkali netom obnovljene kuće. "Revolucionarna" "slobodarska" i lažna antifašistička općinska vlast u Trebinju kojim je vladao isti "državotvorni" narod kao u karađorđevićevskoj Jugoslaviji, ovo je iskoristila da bi pomogla etničko čišćenje od Hrvata. Umjesto istrage i kažnjavanja počinitelja, u roku od samo tri mjeseca, travnja 1948., proglasila je ljudskom rukom uništena imanja "napuštenim" te bez ikakve naknade mjesnim Hrvatima oduzela sve zemljište, kuće i gospodarske zgrade a u korist državnog zemljišnog fonda agrarne reforme. Eksproprijacija je sprovedena na nepravni način, u pravom smislu bijaše to otimačina. Sprovedena je bez sudjelovanja i znanja vlasnika zemljišta ili njihovih pravnih slijednika. Bespravno razvlašteni vlasnici nisu dobili nikakvu odštetu, niti pisanu odluku o eksproprijaciji. Oteta imovina Hrvata knjižena je u korist Seljačke radne zadruge ‘Prvoborac’ iz Veličana, pa u korist Poljoprivredne stanice ‘Dubljani’, pa RO ‘Popovo polje’ Trebinje, pa DP ‘Popovo polje’ Trebinje, te konačno u korist AD ‘Popovo polje’ Trebinje, u većinskom vlasništvu Manastira Tvrdoš iz Trebinja, odnosno Srpske pravoslavne crkve u Trebinju. Do 1958. sve su kuće Hrvata porušene do temelja. Ostale su gustjerne koje koriste njihovi bivši susjedi Srbi. S porušenih hrvatskih kuća u Dubljanima pokraden je fasadin kamen i od njega je izgrađena zgrada zadružnog doma i osnovne škole u susjednom srpskom selu Veličanima. Otimačina se nastavlja i dalje. Državne institucije u Republici Srpskoj (BiH), i dalje negiraju postojanje dokumentacije o oduzetim imanjima nadležnih osoba.

## Stanovništvo

### 1991.
Nacionalni sastav stanovništva 1991. godine, bio je sljedeći:
ukupno: 29
- Srbi - 28
- Hrvati - 1

### 2013.
Nacionalni sastav stanovništva 2013. godine, bio je sljedeći:
ukupno: 14
- Srbi - 14